# Ministero della giustizia (Ucraina)
Il Ministero della giustizia (in ucraino Міністерство юстиції України?, Ministerstvo justyciï Ukraïny) è il dicastero del governo ucraino che regola la politica legale dello stato. È spesso abbreviato come "Мinijust". È uno dei più antichi uffici ministeriali del paese che ripercorre la sua storia agli inizi del XX secolo.

## Obiettivi principali
- Garantire la realizzazione della politica legale statale e della politica in materia di adattamento della legislazione ucraina alla legislazione dell'Unione europea.
- Preparazione di proposte per condurre riforme legali e promuovere lo sviluppo di una scienza legale.
- Garantire la protezione dei diritti e delle libertà di un essere umano e di un cittadino nel settore specifico.
- Preparazione di proposte per il miglioramento della legislazione, la sua sistematizzazione, sviluppo di progetti di atti giuridici e accordi internazionali dell'Ucraina in affari legali, conduzione di una competenza legale di progetti di atti giuridici, registrazione statale di atti giuridici, mantenimento del registro statale unificato di tali atti.
- Pianificazione secondo le proposte di altri organi centrali del potere esecutivo di procedimenti legislativi e azioni di adattamento della legislazione dell'Ucraina alla legislazione dell'Unione europea.
- Coordinamento delle azioni in attuazione del programma nazionale di adattamento della legislazione dell'Ucraina alla legislazione dell'Unione europea.
- Attuazione delle decisioni dei giudici e delle altre autorità (funzionari) secondo le leggi, lavoro con risorse umane, supporto di esperti della giustizia.
- Organizzazione di prestazioni notarili e autorità in sede di registrazione di atti di stato civile.
- Sviluppare un'informatività giuridica e fornire ai cittadini una prospettiva giuridica.
- Soddisfare una cooperazione legale internazionale.

## Struttura
Il ministero è composto dall'organo centrale guidato dal ministro, dal primo vice e da altri vice ministri che assistono il ministro. Al corpo centrale del ministero appartiene anche il funzionario del governo per gli affari della Corte europea dei diritti dell'uomo, che rappresenta l'Ucraina nella citata istituzione internazionale. Il ministero regola e controlla le attività dei notai (rappresentanti e dirigenti di diritto legale) in Ucraina.
Esistono diversi dipartimenti e agenzie statali assegnati alla direzione del ministero, a ciascun deputato viene assegnata anche una rappresentanza territoriale delle autorità locali di giustizia.
- Servizio di archiviazione statale dell'Ucraina
- Servizio esecutivo statale dell'Ucraina
- Servizio penitenziario statale dell'Ucraina
  - L'agenzia, con sede a Kiev, gestisce le carceri del paese.
- Servizio di registrazione statale dell'Ucraina
- Servizio statale dell'Ucraina per la protezione dei dati personali